# Juraj Andrassy
Juraj Andrassy [óndraši], hrvaški pravnik, profesor prava na Pravni fakulteti v Zagrebu, * 12. avgust 1896, Zagreb, † 20. december 1977, Zagreb.
Rodil se je v družini Ljudevita Andrassya, profesorja rimskega prava na Pravni fakulteti v Zagrebu. Osnovno šolo, klasično gimnazijo in pravno fakulteto je obiskoval v Zagrebu, kjer je leta 1919 tudi doktoriral. V študijskem letu 1922/1923 je v Parizu študiral mednarodno pravo ter od 1928 predaval ta predmet na Pravni fakulteti v Zagrebu. V letih 1937 in 1951 je bil predavatelj mednarodnega prava v Haagu. Leta 1952 je postal član Inštituta za mednarodno pravo. Objavil je večje število pravnih del v hrvaškem ter tujih jezikih. Njegova važnejša dela so:
Kritični pogledi na teorijo o narodni suverenosti (1927); Mednarodno pravosodje (1948); najpomembnejše delo - učbenik Mednarodno pravo (1949, več izdaj) in Epikontenitalni pas (1951).